# کارگران در حال خروج از کارخانه لومیر
کارگران در حال خروج از کارخانه لومیر عنوان فیلمی است فرانسوی در ژانر مستند، صامت، سیاه و سفید و کوتاه به کارگردانی لوئیس لومیر. این فیلم محصول سال ۱۸۹۵ میلادی است.
کارگران در حال خروج از کارخانه لومیر را می‌توان نخستین فیلم برادران لومیر به حساب آورد که نخستین فیلم تاریخ سینما نیز به‌شمار می‌آید.
اگرچه از نمایش این فیلم به عنوان تولد رسمی سینما وارد تاریخ شده، اما این «ثبت رسمی» امروز با تردیدهای زیادی روبه رو شده‌است.